# Masataka Tamura
Masataka Tamura (født 12. januar 1988) er en japansk tidligere professionel fodboldspiller.
Han har spillet for flere forskellige klubber i sin karriere, herunder Kyoto Sanga FC, Tochigi SC og SC Sagamihara.